# Wistowa (gmina)
Gmina Wistowa – dawna gmina wiejska funkcjonująca w latach 1941–1944 pod okupacją niemiecką w Polsce. Siedzibą gminy była Wistowa.
Gmina Wistowa została utworzona przez władze hitlerowskie z terenów okupowanych przez ZSRR w latach 1939–1941, stanowiących przed wojną główną część (zniesionej) gminy Podmichale oraz mniejsze części (niezniesionych) gmin: Wojniłów i Nowica w powiecie kałuskim w woj. stanisławowskim.
Gmina weszła w skład powiatu stanisławowskiego (Kreishauptmannschaft Stanislau), należącego do dystryktu Galicja w Generalnym Gubernatorstwie. W skład gminy wchodziły miejscowości: Babin Zarzeczny, Chocin, Jaworówka, Mysłów, Podhorki, Podmichale, Rypianka, Studzianka, Wistowa i Zawój.
Po wojnie obszar gminy włączono do ZSRR.